# Bombay Beach (Kalifornia)
Bombay Beach (Kalifornia) – osada (census designated place) w stanie Kalifornia, w hrabstwie Imperial. Liczba mieszkańców 295 (2010).
Założona w 1929 r. na pustyni.

## Położenie
Jedna z najniżej położonych miejscowości w Stanach Zjednoczonych, leży w depresji na wschodnim brzegu słonego jeziora Salton Sea na wysokości -68 m n.p.m. Ze względu na położenie, poważnym problemem dla mieszkańców są podnoszące się i opadające wody jeziora. W latach 70. spowodowało to zatopienie części osady – niszczejące pozostałości po powodzi są widoczne do dziś.